# Diavolezza
La Diavolezza è un valico montano e stazione sciistica sita nei dintorni di Pontresina, in Svizzera. Raggiunge un'altitudine di 2978 metri s.l.m.

## Descrizione
La stazione è collegata alla Val Bernina con una funivia. Sulla sommità si trova un hotel-ristorante. La Diavolezza è una delle tre aree sciistiche dell'alta Engadina.
Secondo una leggenda locale una creatura fatata aveva la capacità di far perdere l'orientamento ai visitatori. e il nome della località sarebbe derivato da diavolessa.